# Мельников, Михаил Григорьевич
Михаил Григорьевич Мельников (25 ноября 1925 — 17 августа 2004) — заряжающий в расчете 57-мм пушки 49-го гвардейского стрелкового полка (16-я гвардейская стрелковая дивизия, 11-я гвардейская армия, 3-й Белорусский фронт), гвардии ефрейтор — на момент последнего представления к награждению орденом Славы.

## Биография
Родился 25 ноября 1925 года в станице Пугачёвская Котельниковского района Волгоградской области в семье казака.
В Красной Армии и на фронте в Великую Отечественную войну с января 1943 года. Участвовал в боях за освобождение Украины, форсировал Днепр, освобождал Севастополь. Особо отличился в боях на территории Восточной Пруссии, при штурме Кенигсберга.
22 марта 1945 года гвардии красноармеец Мельников Михаил Григорьевич награждён орденом Славы 3-й степени.
27 апреля 1945 года награждён орденом Славы 2-й степени.
После Победы продолжал службу в армии. В 1948 году был демобилизован, вернулся на родину.
Приказом от 6 ноября 1947 года гвардии ефрейтор Мельников Михаил Григорьевич награждён орденом Славы 3-й степени повторно.
Указом Президиума Верховного Совета СССР от 27 июля 1972 года в порядке перенаграждения Мельников Михаил Григорьевич награждён орденом Славы 1-й степени. Стал полным кавалером ордена Славы.
Скончался 17 августа 2004 года.